# فرشتگان در آمریکا (نمایشنامه)
فرشتگان در آمریکا (انگلیسی: Angels in America) یک نمایشنامه در دو پرده از نمایشنامه‌نویس آمریکایی تونی کوشنر است. این اثر جوایز متعدیی مانند جایزه پولیتزر برای نمایش‌نامه، جایزه تونی شده‌است. پرده اول نمایشنامه در سال ۱۹۹۱ به روی صحنه رفت.
این نمایشنامه یک اثر پیچیده در مورد ایدز و همجنس‌گرایی در آمریکا در دهه ۱۹۸۰ میلادی است. چندین شخصیت این اثر فرشته یا روح یک شخص مرده هستند. تمرکز اصلی اصلی بر روی یک زوج همجنس‌گرای مرد در منهتن نیویورک است.
برنامه تلویزیونی فرشتگان در آمریکا از روی این نمایشنامه در سال ۲۰۰۳ ساخته و در شبکه اچ‌بی‌او پخش شد.